# Nokia 6210
Nokia 6210 – dwuzakresowy telefon GSM, produkcji fińskiej firmy Nokia. Zawiera podstawowe funkcje telefonu. Wbudowany modem, transfer rzędu 38.400 bps. Pozostałe funkcje: wybieranie głosowe, łącze IrDA, organizer, alarm wibracyjny.

## Funkcje dodatkowe
- zegar
- budzik
- kalkulator
- profile
- słownik T9
- słownik polski
- alarm wibracyjny
- gry
- kompozytor
- wybieranie głosowe
- wgrywanie melodyjek i logo
- wysyłanie danych i faksów
- HSCSD: 38.400 bps